# Canalutto
Canalutto (Cjanalùt in friulano, Cjanal in friulano locale, Skrila in sloveno) è una piccola frazione del comune di Torreano, posta a poco più di un centinaio di metri da Costa.

## Geografia
Posta a poco più di 100 metri da Costa, 400 da Laurini e 2 Km da Torreano, Canalutto è una frazione del Comune di Torreano di 175 abitanti. Affacciata al Chiarò, ha ben 4 ponti su di esso, di cui uno impraticabile. Dopo questo paese il Chiarò acquista carattere torrentizio, mentre a Canalutto l'acqua è perennemente presente.

## Origine del Nome

### Italiano e friulano
Deriva dal diminutivo col suffisso -ut di canale, in cui per canale s'intende il Chiarò. Localmente, in friulano, si usa "Cjanal" al posto della probabile successiva traduzione dall'italiano "Cjanalut".

### Sloveno
Skrila deriva invece dal sostantivo sloveno "skril" che significa ardesia o scisto. Ha preso, quindi, il nome da una sua caratteristica morfologica. 

## Curiosità
Il nome della varietà friulana di castagna Canalutta (o Purčinka), deriva proprio da Canalutto visto che è un'"indigena" di queste zone.